# Caterina Caselli
Caterina Caselli, Caterina Caselli Sugar (Sassuolo, 1946. április 10.) olasz táncdalénekesnő és producer, az olasz popzene nagyasszonya, a Sugarmusic S.p.A. elnöke.

## Élete
A Modena melletti Sassuolóban született, és már 14 évesen csatlakozott a Gli Amici (A barátok) együtteshez. A barna hajú énekesnő karrierje 1964-ben indult, amikor részt vett a Castrocarói Fesztiválon, és lemezszerződést kapott a milánói MRC kiadónál. Első lemeze a Ti telefono tutte le sere (Minden este fölhívlak) azonban még nem nagyon fogyott, és az ezt követő "Mi sento stupida" (Ostobának érzem magam) sem hozott sikert.
1965-ben kiadót váltott, és haját szőkére festette. A CGD kiadónál jelent meg Sono qui con voi (Veletek vagyok itt) című lemeze, amely Van Morrison Babe please don’t go című számának olasz átirata volt. A dal többször ment a rádióban, ugyan nem hozott átütő sikert, azonban mégis országosan ismertté tette a nevét.
Az igazi hírnevet az 1966-os Sanremói Dalfesztivál hozta meg számára a Nessuno mi può giudicare (Senki sem ítélhet el) című dallal, amelyet a már befutott Adriano Celentano énekelt volna, de a nagyon energikus számot végül nem fogadta el, így kapta meg Caterina. Nem nyert ugyan vele, de már az év februárjában az olasz slágerlista élére tört, és kilenc hétig ott is maradt megelőzve Domenico Modugno Dio come ti amo (Istenem, mennyire szeretlek!) című győztes számát.
A dal most már végképpen sztárrá emelte Caterinát, és gyorsan követték a további sikerek. A Perdono (Megbocsátás) 1966 nyarán megnyerte a Festivalbart, az olasz nyári zenei fesztivált és júliusban ötödik volt a slágerlistán. Rögtön követte a hasonló sikert elért L’uomo d’oro (Aranyember) is. Első nagylemezéhez az angol We Five együttessel állt össze és Caterina Caselli meets the We Five címmel jelent meg az angliai Derbyben még abban az évben. Ezt követte egy újabb kislemez, amelyen a Cento giorni (Száz nap) és a Rolling Stones "Paint it black" című számának olasz verziója a Tutto nero (Tökfekete) szerepelt. Nem sokat váratott magára a második album sem, amely még szintén ebben az évben jelent meg Casco d'oro (Aranysisak) címmel. 1967-ben újra részt vett a Sanremói dalfesztiválon az Il cammino di ogni speranza (A minden reménység menete) című dallal, amely ugyan nem nyert, de további sikereket hozott a számára. Következett a Sono bugiarda (Hazug vagyok), amely egészen a slágerlista ötödik helyéig röpítette. Következő kislemeze a Solo spento a 12. lett, és már készült a harmadik nagylemez, a Diamoci del tu (Tegeződjünk), amely még ebben az évben meg is jelent. Közben sokoldalúságát megcsillogtatva több filmben szerepelt. Ebben az évben Giorgio Bianchi Quando dico che ti amo (Amikor azt mondom, szeretlek) és Mariano Laurenti Una ragazza tutta d'oro (Színarany lány) című filmjében tűnt fel.
1968-ban a már ismét barna Caterina újabb hatalmas slágerekkel hódította meg a szíveket. Az Il volto della vita (Az élet arca) David Mc Williams "Days of Pearly Spencer" című dalának olasz változata és az olasz Insieme a te non ci sto più (Nem leszek veled többé). Mindkét szám az első öt közé került a slágerlistán. A Canzonissima dalversenyen előadott Il carnevale (A farsang) egészen a második helyig tört fel, majd újra egy film következett Enzo Battaglia Non ti scordar di me (Ne felejts el!) című alkotása. 1969 tavaszán az Il gioco dell’amore (A szerelem játéka) című dalt énekelte a Sanremói fesztiválon, amely ismét a legjobb húsz között volt a slágerlistán. Az 1970-es fesztiváldal, a Re di cuori (Szívkirály) azonban meglepően kevéssé volt sikeres, bár utána világsláger lett. Ebben az évben újabb albuma jelent meg Caterina Caselli címmel. Egy évvel később a Ninna nanna (Bölcsődal) című dalt énekelte, és megjelent Casa degli angeli (Angyalok háza) című kislemeze. 1972-ben az È domenica mattina (Vasárnap reggel van) a Canzonissimán az elődöntőig jutott. 1973-ban a Festivalbaron az Un sogno tutto mio (Egészen a saját álmom) című dalt énekelte.
A 70-es évek elején ugyan tovább folytatta az éneklést, a lemezkészítést, de emellett már producerként is megcsillogtatta tehetségét, és később több ifjú tehetség felfedezőjeként/ producereként is megjelent. 1970-ben férjhez ment Piero Sugarhoz és 1974-ben az éneklést befejezve, már végleg a produceri munkát választotta. Az első általa menedzselt énekes Zucchero volt, a fordulópontot azonban a Miserere (Könyörgés) című lemez jelentette, amelyen hatalmas ötletként a blues-énekes Zucchero a 20. század végi, olasz bel canto királyával, Luciano Pavarottival együtt énekel. A lemez milliós példányszámban fogyott el szerte a világon, és a slágerlistákon a legjobb 10 közé került. 1990-ben még egyszer, utoljára föllépett a Sanremói dalfesztiválon Bisognerebbe non pensare che a te (Csak rád kell gondolnom) című dalával.
Andrea Bocelli, Eros Ramazzotti, Pierangelo Bertoli, Elisa, néhány név az általa menedzselt sztárok közül. Aki ma Olaszországban nemzetközi sztár akar lenni, az Caterinához megy, aki mindig kemény nő volt, sohasem volt a drog rabja, mindig ragaszkodott a régi értékekhez és katolikus vallásához. Értékrendjében Isten, a család, az otthon és a munka volt a meghatározó, amelyhez később a béke és az ökológia is társult, emellett mindig is távol tartotta magát a politikától. Ma boldog nagymama és a tehetséges fiatal énekeseket menedzselő SugarMusic S.p.A. elnöke.

## Diszkográfia

### Albumok (Olaszország)
- 1966 – Caterina Caselli meets the We Five (Derby, dbl 8019)
- 1966 – Casco d'oro (CGD, FG 5029)
- 1967 – Diamoci del tu (CGD, FG 5033)
- 1970 – Caterina Caselli FGS 5080
- 1972 – Caterina Caselli FGL 5105
- 1974 – Primavera (Tavasz) CGD 69071
- 1975 – Una grande emozione (Nagy érzés) CGD 69121
- 1988 – Casco d'oro 20 anni dopo (Aranysisak 20 év múltán) CGD 20818
- 1990 – Amada mia Sugar (Amada, édesem – szójáték a nevével) 508100-1

### Albumok (külföld)
- 1967 – Caterina Caselli & Gigliola Cinquetti, LP Dél-Amerika
- 1967 – Sole spento (Kialudt Nap), Kanada
- 1968 – Caterina Caselli, LP Románia
- 1970 – Caterina & Bobby Solo, LP Magyarország

### Albumok (Olaszország, válogatások)
- 1977 – Ritratto di… Caterina Caselli (C.C. arcmása), Record Bazaar RB 118
- 1983 – Nessuno mi puo giudicare, CGD MusicA LSM 1000
- 1983 – Il volto della vita, CGD MusicA LSM 1001
- 1983 – Caterina Caselli, CGD MusicA LSM 1180
- 1986 – Casco d´oro, CGD MusicA 3 LP LSM 2005

### Kislemezek (Olaszország)
- 1964 – Ti telefono tutte le sere/Sciocca MRC A 204
- 1965 – Sono qui con voi/La ragazza del Piper (Piper csaja) (CGD N 9577)
- 1966 – Nessuno mi può giudicare/Se lo dici tu (Ha te mondod...) (CGD N 9608)
- 1966 – L'uomo d'oro/Perdono (CGD N 9612)
- 1966 – Cento giorni/Tutto nero (CGD N 9640)
- 1967 – Il cammino di ogni speranza/Le biciclette bianche (Fehér biciklik) (CGD N 9651)
- 1967 – Sono bugiarda/Incubo n°4 (Lidérc 4) (CGD N 9660)
- 1967 – Sole spento/Il giorno (A nap) (CGD N 9668)
- 1968 – Il volto della vita/Disperatamente io ti amo (Kétségbeesetten szeretlek) (CGD N 9680)
- 1968 – L'orologio/Bagnata come un pulcino (Az óra/Ázott csirke) (CGD N 9683)
- 1968 – Insieme a te non ci sto più/Il dolce volo (Édes repülés) (CGD N 9691)
- 1968 – Il carnevale / La nuvola (A felhő) (CGD N 9720)
- 1969 – Il gioco dell´amore / Il lunedi (Hétfő) (CGD N 9705)
- 1969 – Tutto da rifare / Fiori sull´acqua (Mindent újra csinálni/Virágok a vízen) (CGD N 9715)
- 1969 – Emanuel / Il ballo di una notte (Éjszakai tánc) (CGD N 9733)
- 1969 – Una pagina a caso / Questa é musica per me (Oldal, találomra) (CGD DPD 2)
- 1970 – Re di cuori/L'esistenza (Létezés) (CGD N 9768)
- 1970 – Spero di svegliarmi presto /Morire due volte (Remélem, hamar fölébredek!/Kétszer halni) (CGD N 9774)
- 1970 – L'umanità /Nel 2023 (AZ Emberiség/2023-ban) (CGD N 9805)
- 1970 – La mia vita, la nostra vita / La ragione c´è (Életem, életünk/Van oka) (CGD N 9820)
- 1970 – Viale Kennedy / La spia (Kennedy sugárút/A kém) (CGD N 9825)
- 1971 – Ninna Nanna / Il fiore d´oro (Aranyvirág) (CGD 106)
- 1971 – La casa degli angeli / Adagio in sol minore (Adagio g-mollban) (CGD 120)
- 1972 – Com'è buia la città/Ci sei tu (Milyen sötét a város!/Megvagy!)(CGD 7982)
- 1972 – Che strano amore/Le ali della gioventù (Milyen furcsa szerelem!/Az ifjúság szárnyai) (CGD 8378)
- 1972 – É domenica mattina / Il nostro mondo (Világunk) (CGD 1105)
- 1973 – Un sogno tutto mio / Un po' di te (Egy darab belőled)(CGD 1517)
- 1974 – Momenti si momenti no / Ricordi e poi (Igen pillanatok, nem pillanatok/Emlékek és tovább) (CGD 2324)
- 1974 – Desiderare / Noi lontani noi vicini (Kívánni/Mi távoliak, mi közeliek) (CGD 2698)
- 1975 – Seguila / Nessuno mi puo giudicare (Cherchez la femme!) (CGD 3195)
- 1983 – Perdono (Ep con altri 3 artisti) (EP 3 másik művésszel) (CGD 10405)
- 1983 – Amico è ( con Dario Baldan Bembo) (Igaz barát DBB-val) (CGD 10445)
- 1990 – Bisognerebbe non pensare che a te / Cento giorni (Sugar 508000-7)
- 1990 – Come mi vuoi / Ah, Caterina (Szeretsz?)(Sugar 508002-7)

### Kislemezek (külföld)
- 1964 – Muchas veces te telefoneo/No esta bien/Me siento timida/Me aburro los domingos, Spanyolország
- 1965 – Me aburro los domingos, Spanyolország
- 1966 – La verité je la vois dans tes yeux/Personne/La timidité/Un homme en or Festival (Az igazságot látom a szemedből/Személy – Persona?/Félénkség/Férfi az aranyfesztiválon?), Franciaország
- 1966 – Ninguo me puede juzgar/Si lo dices tu(/Ha azt mondod...), Spanyolország
- 1966 – El hombre de oro / Perdono (L'uomo d'oro), Spanyolország
- 1967 – Per fare un´uomo / Una storia d´amore (Teremtés?/Szerelmi történet), Brazília
- 1968 – È la pioggia che va / Cantastorie (Hogy' esik!/Dalostörténetek), Portugália
- 1968 – Sole spento / Le biciclette bianche, Franciaország
- 1968 – Contigo ni un minuto mas / El vuelo (/Repülés), Spanyolország
- 1968 – Il volto della vita / L´orologio, Portugália
- 1968 – Contigo ni un minuto mas / El carnaval (/Farsang)
- 1969 – Una pagina a caso / Questa é musica per me (/Nekem való zene)
- 1969 – Sì, sì Signorina / Wie all die anderen (Igen, igen kisasszony/Mi, mint mindenki más), NSZK CBS
- 1969 – Una luce mai accesa / Tutto da rifare (Egy sose meggyulladt fény), Brazília
- 1969 – El juego del amor, Spanyolország
- 1970 – Comme des rois / Emanuel (Mint a királyok), Franciaország
- 1970 – Rey de corazones / Emanuel, Spanyolország
- 1970 – Und wenn die Welt vom Himmel faellt / Es ist nicht alles Liebe was man Liebe nennt (Amikor az ég a földre szakad/Nem minden szerelem, amit annak hívnak!), NSZK CBS
- 1971 – Ninna Nanna / Spero di svegliarmi presto, Japán

## Filmográfia
- (1966) Perdono , rendező: Ettore Maria Fizzarotti
- (1966) Nessuno mi può giudicare , rendező: Ettore Maria Fizzarotti
- (1967) Quando dico che ti amo, rendező: Giorgio Bianchi
- (1967) Una ragazza tutta d'oro, rendező: Mariano Laurenti
- (1967) Io non protesto io amo (Mindhalálig Rock and Roll), rendező: Ferdinando Baldi
- (1967) L'immensità (Mérhetetlenség), rendező: Oscar De Fina
- (1967) Play boy, rendező: Enzo Battaglia
- (1968) Il professor Matusa e i suoi hippies (Matusa tanár és hippijei), rendező: Luigi De Maria
- (1996) Tutti giù per terra (Mindenki a földre!), rendező: Davide Ferrario